# Ballad (Glee)
"Ballad" er den tiende episode af den amerikanske tv-serie Glee. Episoden blev vist på Fox den 18. november 2009 og blev skrevet og instrueret af seriens skaber Brad Falchuk. I "Ballad" bliver koret delt i par, for at synge ballader til hinanden. Rachel (Lea Michele) er parret med korleder Will (Matthew Morrison), og udvikler et crush på ham. Quinns (Dianna Agron) forældre finder ud af, at Quinn er gravid, og hun flytter ind hos Finn (Cory Monteith) og hans mor, da hendes egne forældre smider hende ud. Gregg Henry og Charlotte Ross er gæstestjerner, som Quinns forældre Russell og Judy Fabray, og Sarah Drew vises som Suzy Pepper, en studerende med et crush på Will. Romy Rosemont vender tilbage som Finns mor, Carole Hudson.

## Plot
Korleder Will Schuester (Matthew Morrison) har delt klubben op i par, for at de skal synge ballader til hinanden. Da Matt Rutherford (Dijon Talton) er fraværende, er Will tvunget til at tage hans plads og synge med Rachel (Lea Michele), der udvikler et crush på ham. Will er forfærdet, og husker på Suzy Pepper (Sarah Drew), den sidste elev, der havde så stærke følelser for ham. Da hendes følelser ikke var gengældt, blev hun så fortvivlet, at hun spiste en meget stærk peber fra Mexico, blev indlagt, og skulle have en spiserørstransplantation. Rachel besøger Wills lejlighed, hvor hans kone Terri (Jessalyn Gilsig) sætter hende til at arbejde med madlavning og rengøring.
Efter et møde med Suzy Pepper, hvor Suzy forklarer, at hungre efter Will, ikke vil reparere Rachels selvværd. Rachel indser, at hendes følelser for Will afspejler hendes bekymringer om hendes egen selvværd, og undskylder for hendes opførsel. Bagefter forsikrer Will hende om, at hun vil finde manden i hendes drømme, som vil elske hende for hvem hun er.
Finn er parret med Kurt (Chris Colfer), der rådgiver ham til, at synge en ballade til hans ufødte datter. Da Finns mor Carole (Romy Rosemont) opdager at han synger til en video med det ufødte barn, udleder hun, at hans kæreste Quinn (Dianna Agron) er gravid. Finn har middag med Quinn og hendes forældre Russell og Judy (Gregg Henry og Charlotte Ross), og afslører Quinns graviditet til dem i sang. Russell siger at, han er yderst skuffet over sin datter og smider Quinn ud fra familiens hjem; Hun flytter ind hos Finn og hans mor. Kurt føler sig ansvarlig for at tilskynde Finn til, at afsløre sandheden og undskylder; da Finn spørger ham, hvad ballade Kurt havde planer om at synge for ham, siger Kurt det er "I Honestly Love You". Puck (Mark Salling) fortæller sin partner Mercedes (Amber Riley), at han er far til Quinns baby, og Mercedes råder ham til at lade Quinn være. Koret synger "Lean on Me" til støtte for Finn og Quinn.

## Produktion
"Ballad" er skrevet og instrueret af seriens skaber Brad Falchuk. De tilbagevendende figurer, der optræder i episoden er kormedlemmer Brittany (Heather Morris), Santana Lopez (Naya Rivera) and Mike Chang (Harry Shum, Jr.). Romy Rosemont spiller Finns mor Carole Hudson, hendes første optræden siden seriens anden episode, og Gregg Henry og Charlotte Ross gæstestjerner, som Quinns forældre, Russell og Judy Fabray. Sarah Drew er Suzy Pepper, en studerende med "en vanvittig, absurd, psykotisk crush på Mr. Schuester". Drew beskrev Suzy som en "slags stalker og utryg" person, som i sidste ende kan udløses.
Episoden har coverversioner af "Endless Love" af Diana Ross og Lionel Richie, "I'll Stand by You" af The Pretenders, "Crush" af Jennifer Paige, "(You're) Having My Baby" af Paul Anka og Odia Coates, "Lean on Me" af Bill Withers, og et mash-up af "Don't Stand So Close to Me" af The Police og "Young Girl" af Gary Puckett og The Union Gap. Studieoptagelser af alle sangene, som blev udført i episoden, blev udgivet som singler, til rådighed for digital download, og er også inkluderet på albummet Glee: The Music, Volume 2. "Endless Love" kom ind som nummer 87 på hitlisten i Canada, og som nummer 78 i Amerika. "I'll Stand by You" nåede op som nummer 65 i Canada og 73 i USA, mens "Don't Stand So Close to Me / Young Girl" hittede som nummer 67 i Canada og 64 i Amerika.
Monteith og Agron fik ikke lov til at deltage i prøverne for episodens endelige musikalske præstation "Lean på Me", fordi Falchuk ønskede, at deres reaktioner virkede ægte. Begge blev bragt til tårer ved forestillingen, hvor Jenna Ushkowitz kommenterede: "Det er specielt at have den slags rørende øjeblikke, hvor du kan få ægte, rå følelser frem på skærmen."

## Modtagelse
"Ballad" blev set af 7.290.000 amerikanske seere og opnåede en bedømmelse 3,2 ud af 8 i aldersgruppen 18-49. Det var den højest ratede program for aftenen, for voksne mellem 18-34 og teenagere. I Canada var det tyvende mest sete show i ugens løb, da episoden nåede 1.740.000 seere. I Storbritannien blev episoden set af 2.149.000 seere (1.752.000 på kanalen E4 , og 397.000 på E4+1), at blive den mest sete show på E4 og E4+1 for ugen, og en af de mest sete show på kabeltv i ugens løb, samt den mest sete episode af serien på det tidspunkt.
Episoden fik blandede anmeldelser fra kritikerne. Elizabeth Holmes fra The Wall Street Journal var skuffet over, at cheerleadertræner Sue Sylvester ikke selv var med i episoden, men var glad for, at graviditetshistorien, syntes at være ved at være slut. Bobby Hankinson fra Houston Chronicle var også glad for, at graviditetshistorien har bevæget sig i en retning af afslutning, og kaldte "Ballad" en af de bedste episoder af Glee til dato, og kommenterer: "Det bliver mere og mere klart, at de episoder uden rodet voksendrama er de stærkeste." Eric Goldman fra IGN bemærkede, at "Ballad" beviste at Glee er i stand til at levere en "temmelig fast" episode uden Jane Lynchs tilstedeværelse, og ratede episode 8 ud af 10. Zap2its Liz Pardue følte Lynchs fravær, men roste Chris Colfers præstation som Kurt.

## Eksterne links
- Ballad på Internet Movie Database (engelsk)
- "Ballad" at TV.com